# Hospital General de Hombres
El Hospital General de Hombres fue un hospital público argentino construido sobre unos terrenos donados a los jesuitas y luego expropiados a éstos durante su expulsión en 1767, que funcionaría luego como hospital atendido por los padres Bethlemitas y posteriormente como Hospital de Hombres administrado por el Estado desde 1799 hasta su demolición en 1883.
Recibió gran cantidad de diagnósticos de demencia, que en esa época no recibían tratamiento, llegando a formar hacia el final de su existencia las dos terceras partes de los pacientes del hospital.

## El edificio: Desde su construcción hasta 1799
Así decía José Ingenieros en 1920:
"En 1734 el vecino Ignacio Zeballos hizo donación a los Jesuitas "para que ello ayudara a salvar su alma", de una manzana en el Alto de San Pedro, con más una chacra de sus inmediaciones, para que se fundase una casa auxiliar de la Compañía; allí se edificó en 1735 y la casa funcionó desde su origen con el nombre de Residencia de Belén, llamándose Chacra de Belén a la que se extendía al Oeste, hasta más allá del sitio en que después se fundó la "Convalecencia".  En 1760 el vecino Melchor García de Tagle fundó, en el terreno contiguo a la Residencia, una Casa de Ejercicios para mujeres que donó a los Jesuitas, además de una estanzuela y varias casillas con cuyo producto había de sostenerse la institución.
"Poseían, pues, los Jesuitas, al tiempo de su expulsión, tres anexos: la Residencia de Belén, la Chacra de Belén y la Casa de Ejercicios.
"En 1770 tres años después de la expulsión, el procurador general de los Betlemitas, solicitó del Rey que se le concediera la Residencia y la Chacra de Belén para trasladar el Hospital de Santa Catalina. Se interpusieron gestiones de Vértiz y al fin el traslado fue dispuesto por una Real Cédula; más tarde la Junta de Temporalidades dictó una Providencia organizando las funciones del Hospital nuevo.

### Desde 1799 hasta su demolición en 1883: El Hospital de Hombres
Así decía José Ingenieros en 1920:
"Desde 1799 la Residencia de Belén fue destinada a "Hospital de convalecencia, incurables, locos y contagiosos"; los Betlemitas hicieron algunas construcciones en la parte más alta de la Chacra de Belén, destinándolas a sus convalecientes. Como el de Santa Catalina no se suprimió, tuvo Buenos Aires a fines del Virreinato tres Hospitales atendidos por los Betlemitas: el de enfermos agudos (Santa Catalina), el de incurables y locos (Residencia) y el de Convalecientes (Convalecencia). Durante algún tiempo existió, además, otro Hospital, llamado del Rey, detrás de San Francisco y sobre la barranca del río; a su lado se trasladó la Casa de Expósitos, después de estar muy poco tiempo en la Casa de Ejercicios donada por García Tagle a los Jesuitas para la atención de su clientela femenina.
"Los primeros enfermos trasladados del Santa Catalina fueron los llamados "incurables y dementes" que vivían hacinados en el loquero. No todos los "dementes" fueron a la Residencia; algunos de los más válidos quedaron en el Santa Catalina para atender a los servicios domésticos y otros fueron enviados con igual objeto a la Chacra de Belén junto con los convalecientes. En los tres hospitales había alienados en los últimos años del virreinato, además de seguir algunos furiosos en la Cárcel del Cabildo.
"El mayor número fue a la Residencia. Pero como esta casa se habilitara para Hospital General de Hombres, la presencia de los locos, cuyo número aumentó rápidamente, indujo a separarlos en un cuadro de dementes que fue de hecho, durante casi un siglo, nuestro único manicomio de hombres; en este loquero se estableció desde el principio un calabozo con cadenas y cepos, destinado a los furiosos, análogo al del Cabildo. Por el año 1800 había allí, aproximadamente, unos 50 alienados, sobre un total de 100 enfermos.
"El 9 de noviembre de 1822 la Sala de Representantes de Buenos Aires autorizó al Gobierno a emplear una fuerte suma en la construcción de una sala en el Hospital General de Hombres, al mismo tiempo que disponía se proyectaran otras dos, con urgencia.
" "Con este aumento el hospital se componía -en 1826- de una sala primera, baja, estrecha, antiguo claustro, que contendría veinticuatro camas; su costado derecho daba a la calle; en ésta se colocaban las afecciones quirúrgicas, por lo que se llamaba por los estudiantes sala de cirugía. "Una sala segunda para clínica médica en el fondo del patio, algo oscura aunque grande, contenía como cuarenta camas. "La sala tercera, que hacía cruz con ésta, dando un costado al segundo patio, era la nueva construcción, grande, elevada y bien ventilada por ventanas al patio. "La sala cuarta estaba situada en un corredor estrecho y muy obscuro que conducía a lo que se llamaba el cuadro o departamento de dementes. Esta sala era muy obscura y húmeda se denominaba sala de presos, porque allí se asistían a los delincuentes y tenía un centinela a la puerta. "Hubo, además, una sala en el primer patio, situada al fondo, que contenía diez camas, destinadas para la asistencia de los oficiales del ejército de línea. Por último al lado del cuadro que alojaba los dementes, había otra sala donde estaban alojados los viejos incurables y se llamaba de crónicos".
"Tenía, pues, el Hospital, 3 salas generales (un centenar de camas), 1 sala de presos (10 o 20 camas), 1 salita de oficiales del ejército (10 camas) y 1 sala de crónicos (20 a 25 enfermos). Veamos como era entonces el loquero anexo cuyo título oficial era: Cuadro de Dementes.
" "El cuadro consistía en un cuadrilongo de cuarenta varas por veinte y cinco de ancho, edificado en todos sus costados, con corredor corrido todo de bóvedas, algunos árboles en su centro; parecía haber sido destinado para celdas de los jesuitas que lo construyeron, por ser todo compuesto de cuadros aislados, con puerta al corredor, piezas todas hermosas y muy secas... Ahí se mantenían encerrados y con un centinela en la puerta los locos, a los cuales pasaba visita uno de los médicos cuando se enfermaba de otra cosa que su demencia, pues para ella no se les prodigaba entonces ningún tratamiento. "A estos locos los cuidaba, o mejor diré los gobernaba, un capataz que generalmente tenía una verga en la mano, con la cual solía darles algunos golpes a los que no le obedecían sus órdenes, y por medio del terror se hacía respetar y obedecer; cuando algún loco se ponía furioso, en uno de esos accesos que suelen tener las demencias crónicas, se les encerraba en un cuarto sin muebles y muchas veces sin cama, donde permanecían mientras le duraba la exaltación mental. Varias veces sucedió que estos infelices se peleaban entre ellos y se hacían heridas más o menos graves; y siendo yo estudiante fui testigo de dos casos de muerte causada por un loco a otro, sirviéndose como arma del pie de un catre de madera fuerte". - Albarellos, lug. cit.
En 1854 el Hospital General de Hombres tenía 131 dementes, hacinados en su famoso Cuadro. En 1857 se llevaron algunos dementes seniles al Asilo de Mendigos; al terminar el año quedaban en el Hospital 120, sobre un total de 195 enfermos. En diciembre del siguiente año, 1858, el Hospital tenía en su Cuadro 131 dementes, sobre un total de 195 enfermos; más de dos tercios de su población.
"En 1852 se amplió el Cuadro de Dementes del Hospital, construyéndose un gran patio en el sitio que ocupara la ropería. La medida fue insuficiente; la Comisión del Hospital se lamentó, en 1860, del hacinamiento de los alienados.
"A fines de 1863 se logró habilitar una sección de la nueva Casa de Dementes, con capacidad provisoria para 123 enfermos (origen del actual Hospicio de las Mercedes). Se trasladaron allí los alienados más peligrosos e incómodos, quedando en el Cuadro del Hospital los demás, incesantemente aumentados. Su aspecto y su hacinamiento no varió hasta 1883, en que fue evacuado el edificio; el Cuadro era "un patio grande, de forma cuadrada, limitado en dos de sus lados por pequeños cuartos, que eran las habitaciones de los practicantes y dementes. Estos últimos ejercían funciones de sirvientes y vivían en completa promiscuidad con los "internos". En 1879 se pensó trasladar al Hospital San Roque el excedente de los alienados del Hospicio y del Hospital, lo que no pudo efectuarse por haber sobrevenido, en 1880, la epidemia de viruela. En 1881 se llevaron algunos dementes seniles del Hospital al Asilo de Mendigos; otros, que permanecieron mezclados con enfermos crónicos, fueron pasados a los dos nuevos pabellones construidos con ese fin, en el Hospicio de las Mercedes, en 1883, fecha en que fue demolido el secular Hospital General de Hombres.

## Los últimos años
Hacia 1880, "El Hospital General de Hombres estaba pronto para finalizar su período útil. Ciertamente, algo lo condenaba, era de gruesas paredes de adobe y ladrillo, sin instalaciones sanitarias, con salas oscuras que recibían toda la humedad del clima porteño, y había sido denostado permanentemente como causa de infecciones y putrefacción".
El ilustre Manuel Podestá quien sufriera parte de su preparación de ese hospital donde sería jefe de clínica quirúrgica tan sólo a los 20 años, dejó un cuadro naturalista del lugar que publicaría en 1889 como parte de su novela más famosa, Irresponsable:

El hospital de hombres era una especie de ciudad de enfermos. Tenía sus callejones anchos, espaciosos, rodeados de filas de corpulentas acacias, que proyectaban grandes manchones de sombra sobre los cuartujos de los practicantes; una serie de patios como plazas, algunos con dibujos y laberintos de jardín, otros incultos, abandonados, donde crecía a su antojo lahierba, que era sesgada de vez en cuando por uno de los locos, que tenía el triple oficio de jardinero, peón de cocina y mandadero.

Era un resto arruinado de la época colonial, un antiguo convento de padres Belermitas que sostenían con limosnas aquel recinto de caridad y en donde se refugiaban enfermos y convalecientes para compartir con los santos varones los beneficios espirituales y corporales de la casa.
La gran puerta de entrada, maciza, claveteada, con el corte señorial de una morada suntuosa; en seguida, el vestíbulo amplio, sombrío, pintarrajeado con figurones que no decían nada y que, sin las inscripciones emblemáticas que tenían al pie, habrían pasado inadvertidos; una serie de puertecitas de conventoa ambos lados, y después, las salas de los enfermos, formando grandes cuadras unidas por uno de sus cantos.
Respiraba por todos los ámbitos un ambiente antiguo, rancio: los sillones de baqueta labrada groseramente, los escritorios de la oficina del ecónomo, el gran péndulo que se ostentaba como una obra de arte y un recuerdo histórico de la época de la Reconquista, que se cuidaba con un objeto precioso en la sala de administración; era un reloj de mesa, con pie de alabastro y mármol negro, en el que se había fijado una chapa de oro que llevaba grabada una dedicatoria de los oficiales ingleses heridos y prisioneros, y a quienes los padres Belermitas habían asistido, prodigándoles todo género de atenciones; un dístico latino completaba el pensamiento de gratitud de nuestros enemigos de entonces.
Describir en detalle el resto del hospital, sería hacer la historia de las miserias y de los dolores que se encerraban en sus cuatro paredes. Aquello era pobre, desaseado, antihigiénico, inculto.
De noche, era imponente, lúgubre, pavoroso: los grandes patios que servían de salas a los enfermos, estaban envueltos en sombras siniestras y la escasa luz de algunos mecheros de gas, les daba un aspecto fantástico; los locos vagaban por los canteros del jardín, moviéndose lentamente, cabizbajos, hablando solos o dando gritos como aullidos de un animal extraño; hubieran hecho retroceder al más despreocupado.
En los meses de invierno, nublados, tristes, aquella soledad, aquel silencio, tenían algo de cementerio. Los árboles desnudos, mostrando el esqueleto de sus ramas secas, heladas; uno que otro enfermo que se atrevía a cruzar rápidamente aquel descampado y las hermanas de caridad con sus gorras blancas, como gaviotas con las alas abiertas, que atravesaban el jardín para ir a rezar a su capilla, la monotonía de los toques de la campana de llamada y los repiques descompasados de las de la torre de San Telmo, la aparición de algún practicante malhumorado y tiritando de frío, que estaba de guardia y acudía al llamamiento; esta repetición sucesiva de las mismas cosas, de los mismos toques, del mismo ambiente, de los mismos dolores; los heridos, los moribundos, las mismas impresiones, los mismos padecimientos, las mismas quejas, todo aquel conjunto triste, abrumador para un espíritu débil y reflexivo, acababa por engendrar la nostalgia y nos hacía desear la libertad, la calle, las horas fuera del hospital, como a los internos de los colegios que cuentan día por día y minuto por minuto la época de salida.

Había, sin embargo, cierta vanidad oculta en ser practicante interno, en vivir al lado de los enfermos, en estar a la mano con todos los sufrimientos y con todas las lacras, y por esto se veían en las puertas de las habitaciones el nombre de cada practicante, esculpido pacientemente, como un anticipo de gloria, en ese monumento en ruina, del que hoy no quedan sino los escombros.

También recordaría el anfiteatro dentro del mismo que sirviera para las clases de anatomía, y que se servía como material de los muertos del hospital, y el trato que recibieran los cuerpos:

Lo tengo por delante, con sus puertas desvencijadas, leprosas de mugre y de pintura descascarada; sus paredes haciendo vientre, próximas a estallar por falta de equilibrio y por el cansancio de tantos años de absorber humedad, miasmas y raíces de palán palán, que forcejeaban como ganzúas por abrirse camino a través de las grietas. 

Ese recinto fúnebre, desolado, aislado del resto del vetusto edificio del hospital, estaba encuadrado en la cumbre del barranco de la calle de San Juan y más dispuesto a darse un tumbo al primer soplo del Sudeste, que a quedarse en su sitio para servir de morada transitoria a los muertos de la clase de anatomía. 
Apenas franqueada una puerta, tembleque como un ebrio, se presentaba la faz desconsoladora de lo que se llamaba anfiteatro: una pieza rectangular, húmeda, pintarrajeada de amarillo sucio, con un cielo raso de londa blanqueada, con grandes manchones de agua filtrada por la lluvia, y haciendo esfuerzos por no desclavarse sino lo necesario para dejar ver el techo negro, apolillado, morada silencionsa de insectos de todo género.
Pavimentada con chapas de mármol, puestas de mala gana, siempre cubiertas de manchas de sangre negruzca y pegajosa de trecho en trecho. 
Dos aberturas laterales, cubiertas con un enrejado de alambre roto y tironeado por los alumnos traviesos y los curiosos que solían acudir a recrearse con el espectáculo de un cadáver abierto.
El mobiliario hacía pendant al conjunto; lo completaba. Tarimas escalonadas, mal dispuestas y muy propias para tullir a cualquier cristiano que tuviese la resignación de estarse sentado durante la lección en esos escaños duros, fríos e incómodos. 
En el centro, una mesa de mármol, sostenida por pilares de argamasa y ladrillo, como las que sirven en las sacristías; en el fondo, dos armarios desquiciados, sobre cuyo techo se ostentaba, a guisa de letrero, una pomposa inscripción latina, con letras grandes, negras, fúnebres y que cada uno traducía a su antojo, valiéndose de los restos de nominativos y pretéritos que le habían quedado en la memoria.
En los días de invierno el viento era insoportable; las ráfagas heladas del río que penetraban zumbando por las rendijas, hacían tiritar a los alumnos que rodeaban la mesa con  la avidez de ver en el cadáver el trayecto de una arteria dura, rígida como cordón y rellenada de cera y cardenillo.
Algunos castañeteaban los dientes mientras se restregaban las manos coloradas y entumecidas; otros marcaban el paso como soldados que han hecho alto.
El profesor, de pie a la cabecera de la mesa, con su bisturí a guisa de punzón, trazaba sobre el cadáver el trayecto, la posición, las relaciones de los órganos puestos al descubierto, en tanto que el alumno de turno leía en un mal traducido texto la lección designada. 
En el patio, mejor dicho, en el amplio resumidero que rodeaba la sala y debajo de un cobertizo sostenido por una viga vieja, se arrojaban los despojos inservibles; aquel pedazo, cubierto por el alero medio derrumbado, era una sucursal del anfiteatro. Sobre una tarima forrada de cinc, se disecaba en verano y de un tirante transversal se colgaban las piezas anatómicas que querían conservarse.
En el ángulo que formaban las paredes del cobertizo, un fogón primitivo, con una caldera de tres pies, para cocinar a los muertos.
Era un espectáculo poco simpático el ver aquellos despojos humanos pendientes de un clavo y sujetos con piolas: piernas que les faltaba la piel y cuyos músculos color vinagre subido tomaban matices negruzcos en distintos puntos, dejando ver en otros una faja brillante, nacarada, tiesa, un tendón estirado, que había sido bien raspado con el bisturí para rastrear la inserción del músculo. Algunas veces pendía de la viga una mano descarnada, seca, medio momificada por el frío, en cuyo dorso serpenteaban nervios, venas, arterias y un manojo de tendones que se irradiaban hasta la extremidad de los dedos, cuyas uñas de color plomizo parecían haber crecido por la falta de tejidos blandos que las rodeasen. Estas piezas, al parecer abandonadas allí, servían a los alumnos para los repasos; generalmente eran escamoteadas por los más rezagados, que no querían darse el trabajo de prepararlas ni de soportar las incomodidades de estudiar al aire libre.
Ya era la mano perfectamente disecada; otras, una pierna, los pulmones enjutos, sin aire, colgando como dos jirones de trapo y adheridos a la tráquea que servía de piola; el corazón, el noble músculo, lleno de cera, hinchado, repleto, sin la apariencia y la forma poética que le asigna el misticismo: un corazón anónimo, colgado de un clavo.
Sobre la mesa, trozos en preparación, a medio disecar; la parte que tocaba a cada uno en el reparto del cadáver que había servido para la clase.
Una cabeza desprendida del tronco, arrojada allí como al acaso, y que hubiera podido servir de modelo al artista, con los matices, las líneas, la expresión, ese conjunto de medias tintas en gradación sucesiva, desde el pálido cera al escarlata.
Algunos, con los párpados entreabiertos, dejando ver los ojos apagados, sin brillo y cubiertos por ese líquido glutinoso que les hace perder completamente toda expresión.
En esa continua revista de restos humanos solíamos encontrar algunos muy bellos: figuras varoniles, de rasgos acentuados; individuos que habían muerto a consecuencia de traumatismos y en los que el padecimiento no había tenido tiempo de imprimir su huella.
(...)
Los días en que no había cadáver para disecar, estábamos descontentos, de mal humor, y cuando pasaba mucho tiempo sin que abrieran las puertas derrengadas de la sala mortuoria, empezábamos a recorrer las salas de enfermos, para espiar a la víctima que debía caer en nuestras garras.
¡Ni un tísico! solían decir los más desalmados con el desaliento del que tiene hambre y no encuentra en su cajón revuelto ni un mendrugo.

Los tísicos eran los muertos apetecidos por su flacura, que permitía estudiar los distintos órganos sin necesidad de una disección laboriosa.

Y la antecámara del anfiteatro que hacía de morgue y la sala de autopsias:

Repentinamente, la tarima de los muertos soportaba tres y más desgraciados que estaban allí estirados, rígidos, descalzos, pobremente vestidos, con la cara envuelta al Poniente, alineados uno al lado del otro, formando muchas veces un contraste lúgubre.

En esa antecámara del anfiteatro se amortajaban los infelices parias que habían sucumbido en el hospital; en la pieza contigua se hacían las autopsias.
Muchas veces, al entrar allí destraídos, nos encontrábamos de improviso con ciertas caras y ciertas expresiones cadavéricas que, sin quererlo, nos hacían apresurar la salida. 
Eran dos cuartujos de techo bajo, sombríos, húmedos, con esa humedad pegajosa y molesta de las piezas que han estado cerradas mucho tiempo; amenazaban ruina; una ventana alta daba vista al patio donde habían crecido libremente las cicutas regadas con las aguas servidas del anfiteatro.
Las hojas de la ventana continuamente abierta, soportaban caritativamente el muro del techo que amenazaba desplomarse.
La primera vez que penetramos en ese recinto lóbrego y frío como un sepulcro abandonado, retrocedimos instintivamente; el espectáculo era poco alentador, y si nos hubiese llevado el amor al estudio, seguramente no habríamos vuelto.

Era menester, por otra parte, ocultar esas impresiones de aprendiz so pena de oír las pullas de compañeros más avezados y con sistema nervioso y estómago mejor dispuestos...

En el prólogo de su novela, sin firma, se refieren a él como "pleno purgatorio humano".